# L'Union (journal français)
Pour les articles homonymes, voir L'Union.
L’Union est un quotidien régional français fondé en 1944. Il est diffusé dans les départements de la Marne, de l'Aisne et des Ardennes. Le siège du journal se trouve à Reims.
Il est détenu par le groupe Rossel.

## Histoire
Le journal L'Union a été fondé par les résistants Michel Sicre et Henri Kinet, assistés d'Edmond Forboteaux et de Robert Duterque du groupe Libération-Nord. Ces deux derniers furent déportés en 1944 au camp de concentration de Neuengamme en Allemagne et assassinés le 3 mai 1945. À l'instar du Monde qui bénéficiait des presses du Temps, le quotidien put commencer sa carrière avec les presses du ci-devant Éclaireur de l'Est, du député-maire radical Paul Marchandeau, quotidien dissous en 1944 pour avoir paru après le 25 juin 1940. Le premier numéro du journal L'Union s'appelait L'Union champenoise et est paru le 30 août 1944. Le journal a pour secrétaire général le leader des résistants dans la Marne Léon Borgniet, ami proche du scientifique Marcel Prenant, ex-dirigeant national des FTP et député de la Marne, qui dirige aussi l’hebdomadaire communiste de la Marne, La Champagne et qui en est écarté en 1950,.
Le journal a été dirigé jusqu'au début des années 1980 par un conseil de gérance composé de six membres nommés par les associations d'anciens résistants ou d'anciens combattants ayant présidé à sa création. Le quotidien régional était présent sur six départements : l'Aube, la Marne, l'Aisne, les Ardennes, la Haute-Marne et la Seine et Marne, et publiait douze éditions différentes. Il possédait des agences à Provins, Romilly-sur-Seine, Troyes, Saint-Dizier, Chaumont, Vitry-le-François, Château-Thierry, Laon, Saint-Quentin, Hirson, Epernay, Châlons en Champagne, Reims, Charleville-Mézières, Sedan et Carignan. Jusqu’à sa prise de contrôle par le groupe Hersant Media (alors France-Antilles) de Philippe Hersant, son bandeau le définissait comme un « Grand quotidien d'information issu de la Résistance ». Après avoir réduit sa zone de diffusion (fermeture des éditions et agences de Provins, Romilly-sur-Seine, Saint-Dizier, Chaumont et Troyes), il la redéploya à partir des années 1990, alors que la concurrence de L’Est républicain, qui avait implanté une agence à Châlons-sur-Marne) au début des années 1980, avait échoué à le supplanter.
Le titre appartient au groupe Hersant Media (GHM) jusqu'en 2012, quand il est vendu au groupe Rossel.
Depuis 2023, le journal est dirigé par Géraldine Baehr-Pastor qui a succédé à Daniel Picault, qui travaille au siège du journal à Reims.

## Vie organisationnelle

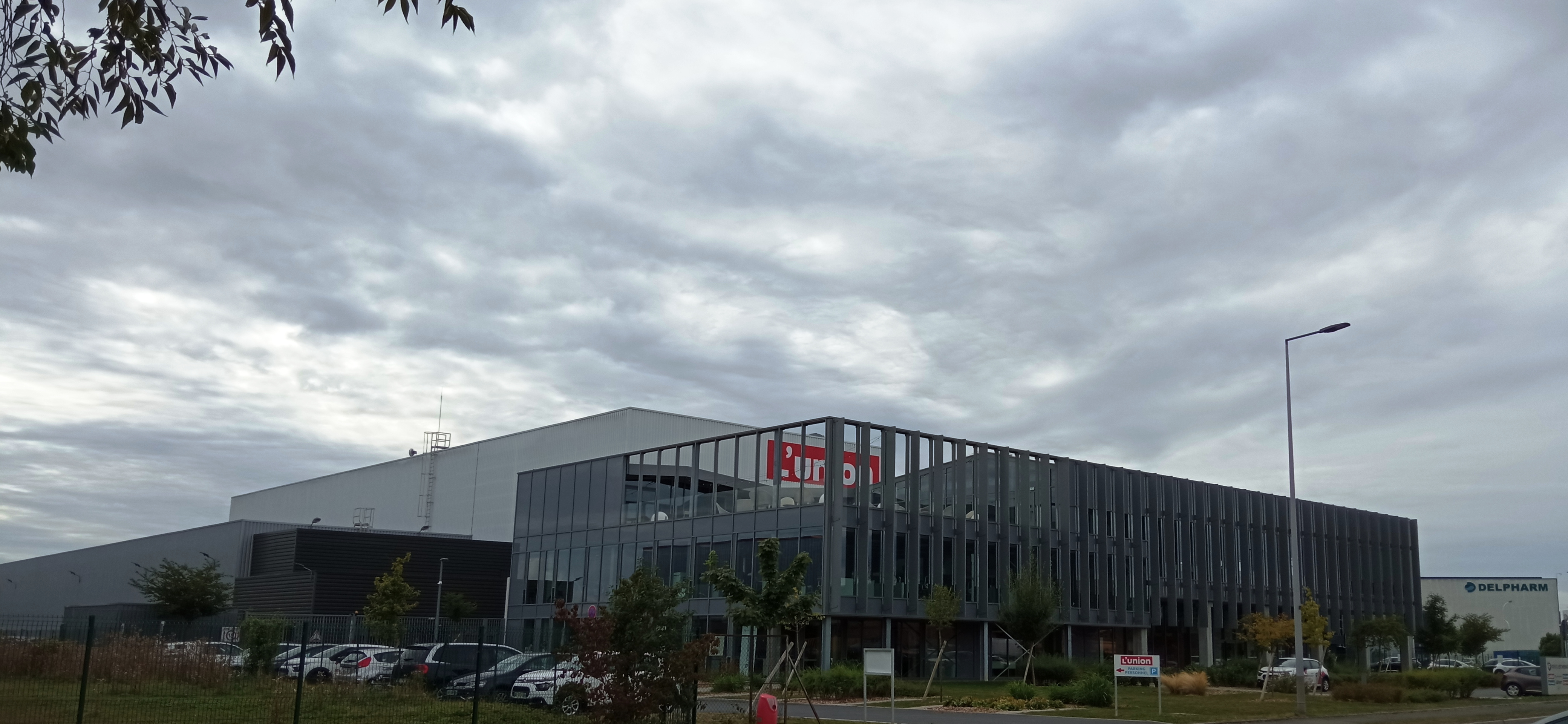
Les locaux actuels de Reims.

Le journal emploie 226 personnes — dont 97 femmes —, parmi lesquelles 33 cadres, 18 employés (comptabilité, archives, entretien), 43 ouvriers, (ceux qui impriment, notamment) et 132 journalistes (photographes, reporters, et secrétaires de rédaction).
Depuis le 14 janvier 2013, les journaux du pôle Champagne-Ardenne-Picardie (CAP), sont désormais officiellement contrôlés par le groupe de presse belge Rossel.
L'ensemble de la production est désormais imprimé sur le site de production de Reims.
En 2006, L'Union tenta de s'implanter à Amiens (Somme), d'abord sous le nom de Planète Amiens, puis L'Union édition d'Amiens, arrêtée à l'été 2008.
En 2017, l'Association des journalistes LGBT lui décerne le Out d'Or de la rédaction engagée pour le travail réalisé par celle de Châlons-en-Champagne.

## Directeurs
- Arnaud de Beauregard (1986-1987)
- Pierre-Jean Bozo (1987-1992)
- Daniel Hutier (1992-2004)
- Christian Hervé + Bernard Pruvost (2004-2005)
- Bruno Franceschi (2005-2008)
- Jacques Tillier (2008-2012)
- Daniel Hutier (2012-2013)
- Pascal Dejean (2013-2017)
- Daniel Picault (2017-2023)
- Géraldine Baehr (depuis 2023)

## Rédacteurs en chef

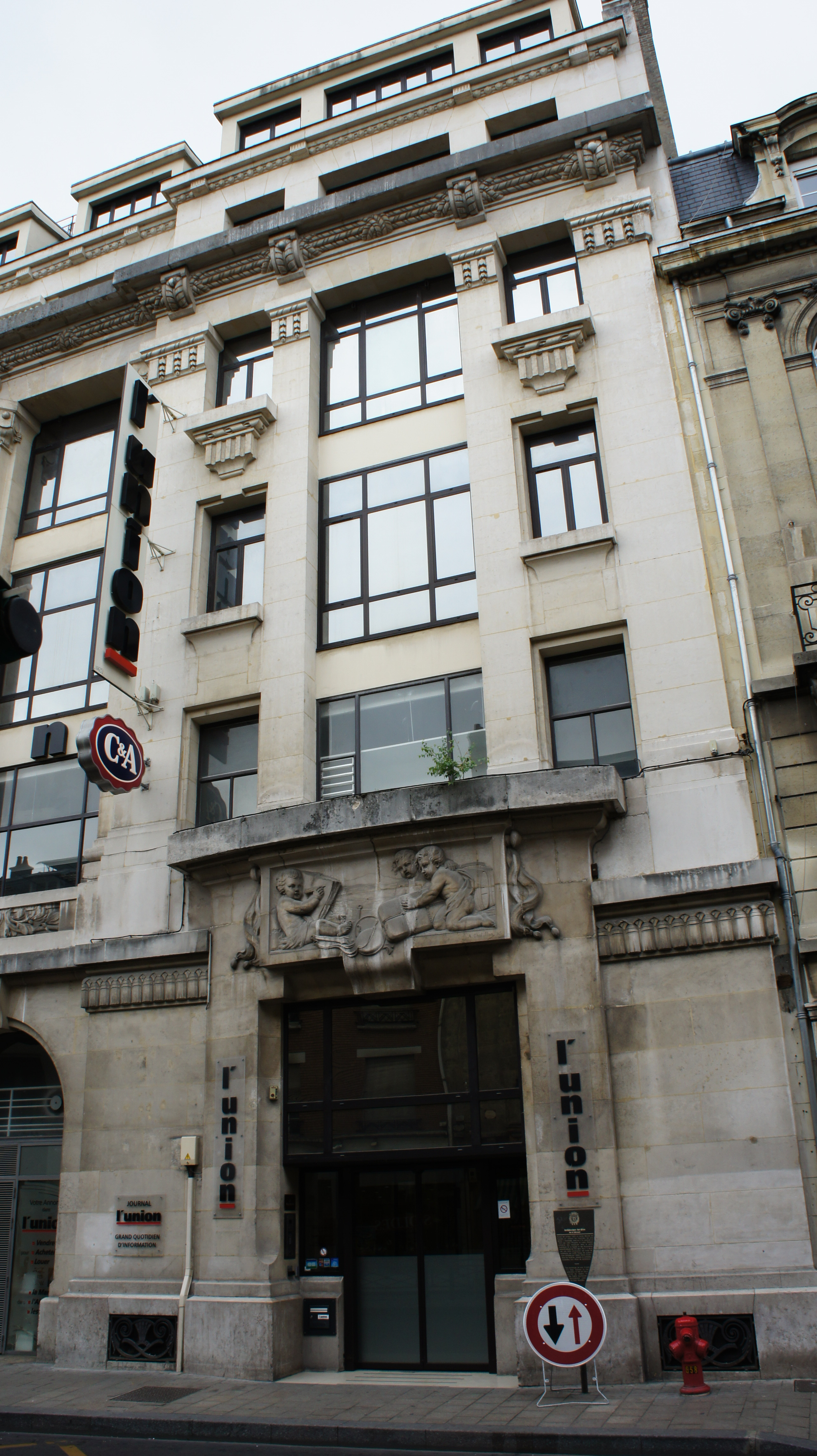
Les anciens locaux du Familistère des Docks rémois.

- Aldo Ferrini (1945-1982), secrétaire général de la rédaction
- Pascal Sellier (1982-1986)
- Jacques Richard (1986-1991)
- Michel Grenouilloux (1991-2000)
- Thierry de Cabarrus (2000-2006), directeur de la rédaction
- Guilhem Beauquier (2006-2013), directeur de la rédaction
- Didier Louis (2013-2020)
- Géraldine Baehr & Carole Lardot (2021-2023)
- Arnault Cohen (depuis 2023)

## Audience web (sites + application)
| Année | Audience totale |
| ----- | --------------- |
| 2019  | 120 818         |
| 2018  | 107 740         |
| 2017  | 99 363          |
| 2016  | 87 757          |
| 2015  | 65 181          |
| 2014  | 60 976          |

En parallèle de l'audience web, la diffusion papier est passée de 83 147 exemplaires en moyenne en 2015 à 73 121 en 2019.

## Diffusion
- L'Union - L'Ardennais[8]

|        | 2015   | 2016   | 2017   | 2018   | 2019   | 2020   | 2021   | 2022   | 2023   |
| ------ | ------ | ------ | ------ | ------ | ------ | ------ | ------ | ------ | ------ |
| Totale | 84 740 | 81 706 | 78 867 | 77 642 | 74 622 | 73 453 | 72 495 | 67 340 | 63 769 |
| Payée  | 83 147 | 80 155 | 77 276 | 75 884 | 73 121 | 71 539 | 71 076 | 66 025 | 62 586 |

## Éditions locales

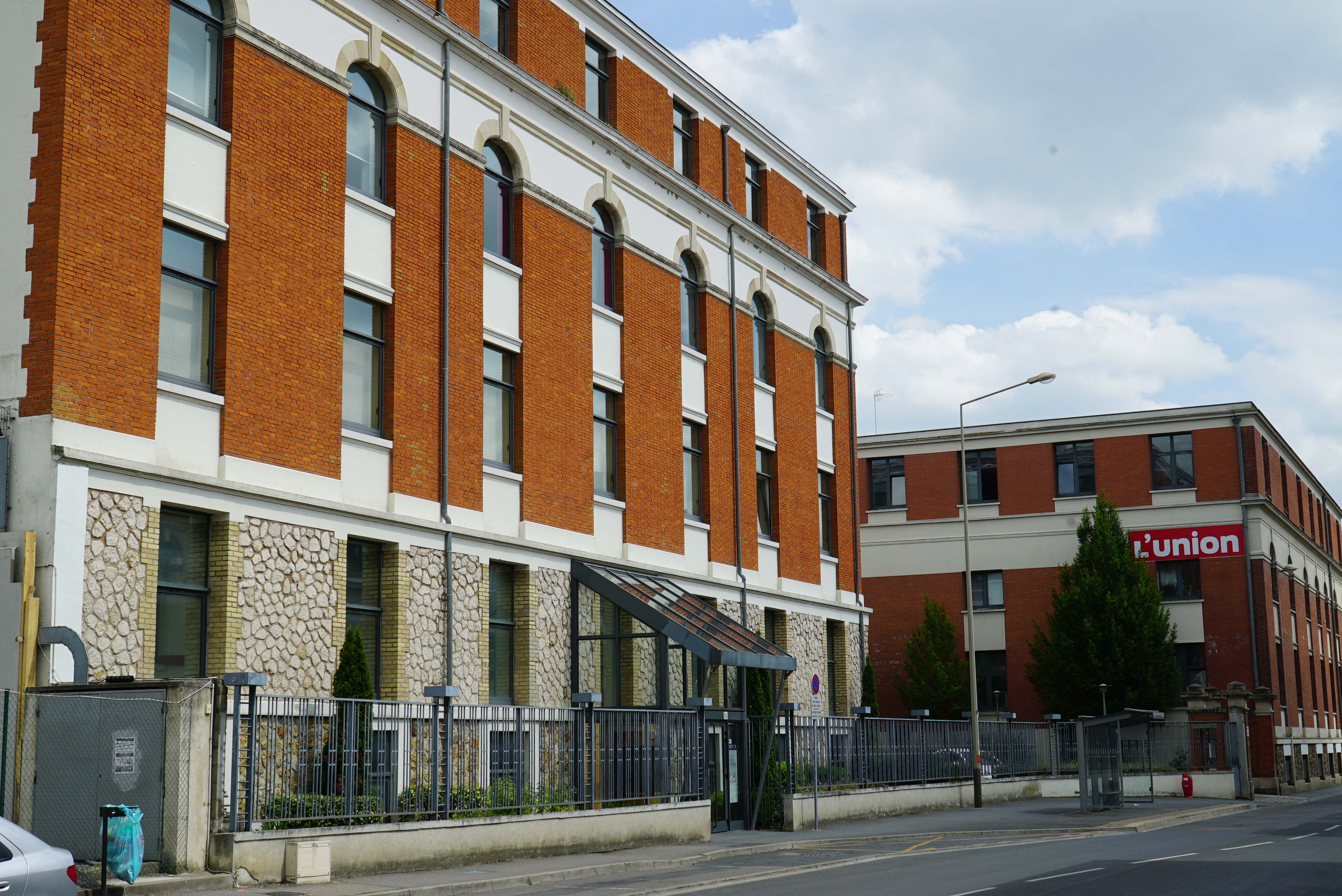
Les anciens bureaux rue de Courcelles à Reims.

02 Aisne
- Château-Thierry
- Chauny - La Fère et Tergnier
- Hirson
- Laon
- Saint-Quentin
- Soissons

08 Ardennes sous les titres « L'Union » et « L'Ardennais »
- Charleville-Mézières
- Givet
- Rethel
- Revin
- Sedan
- Vouziers

10 Aube
- Bar-sur-Aube
- Bar-sur-Seine
- Brienne-le-Château
- Nogent-sur-Seine
- Pays d'Othe
- Plaine d'Arcis
- Romilly-sur-Seine
- Troyes
- Vendeuvre

51 Marne
- Châlons-en-Champagne
- Sainte-Menehould

- Épernay
- Sézanne

- Reims
- Vitry-le-François

77 Ile de France
- Provins

80 Somme
- Amiens de 2006 à l'été 2008.